# 奥克格罗夫 (肯塔基州)
奥克格罗夫（英語：Oak Grove）是美国肯塔基州的一座城市。建立于1828年，面积约为28平方公里（10.8平方英里）。根据2010年美国人口普查，该市的人口为7,489人。